# Dmitri Mendeleiev
Dmitri Ivanovic Mendeleev, em russo:  Дми́трий Ива́нович Менделе́ев (Tobolsk, 8 de fevereiro de 1834 — São Petersburgo, 2 de fevereiro de 1907), foi um químico e físico russo, criador da primeira versão da tabela periódica dos elementos químicos, prevendo as propriedades de elementos que ainda não tinham sido descobertos.

## Vida e obra
Dmitri Mendeleev nasceu na cidade de Tobolsk na Sibéria. Era o filho caçula de uma família de 17 irmãos. Seu pai, Ivan Pavlovich Mendeleev, era diretor da escola de seu povoado. Ele perdeu a visão no mesmo ano do nascimento de seu filho, e, como consequência, perdeu seu trabalho.
Já que seu pai recebia uma pensão insuficiente, sua mãe: Maria Dmitrievna Mendeleieva, passou a dirigir uma fábrica de cristais fundada por seu avô, Pavel Maximovich Sokolov. Na escola, desde cedo, destacou-se em ciências. Graças a um cunhado, exilado por motivos políticos, e um químico da fábrica, ele se interessou pela ciência. Depois de um incêndio que destruiu a fábrica de cristais, sua mãe decidiu não reconstrui-la, mas sim investir suas economias na educação do filho.
Nessa época todos os seus irmãos, exceto uma irmã, já viviam de forma independente. Sua mãe então mudou-se com ambos para Moscou, para matricula-lo na Universidade de Moscou, o que não conseguiu, talvez devido ao clima político vivido pela Rússia, uma vez que naquele momento a universidade só admitia os naturais de lá.
Foram então para São Petersburgo, porém a situação era a mesma, não se admitiam estudantes de outras regiões, mas, sua mãe descobriu que o diretor do Instituto Pedagógico Central (principal escola formadora de professores da Rússia da época) era amigo de seu finado marido, e graças a isso, Dmitri conseguiu uma vaga.
O Instituto Pedagógico Central ficava nos mesmos prédios da Universidade de São Petersburgo e tinha em seu quadro docente muitos professores da própria universidade, dentre eles o famoso físico alemão Heinrich Lenz. Interessou-se pela química graças ao prestigiado professor Alexander Voskresenki.
Em 1859, conseguiu uma verba do governo para estudar no exterior por dois anos. Primeiro foi a Paris estudar sob Henri Victor Regnault, um dos maiores experimentalistas europeus da época.
No ano seguinte, Mendeleiev seguiu para a Alemanha, para estudar com Gustav Kirchhoff e Robert Bunsen, e graças a seu comportamento explosivo, em pouquíssimo tempo de convivência, brigou com Kirchhoff e desistiu das aulas, porém continuou na Alemanha, onde residia em um pequeno apartamento, que transformou-o em um laboratório. Neste laboratório improvisado, trabalhando sozinho, limitou-se a estudar a dissolução do álcool em água e fez importantes descobertas sobre estruturas atômicas, valência e propriedades dos gases.

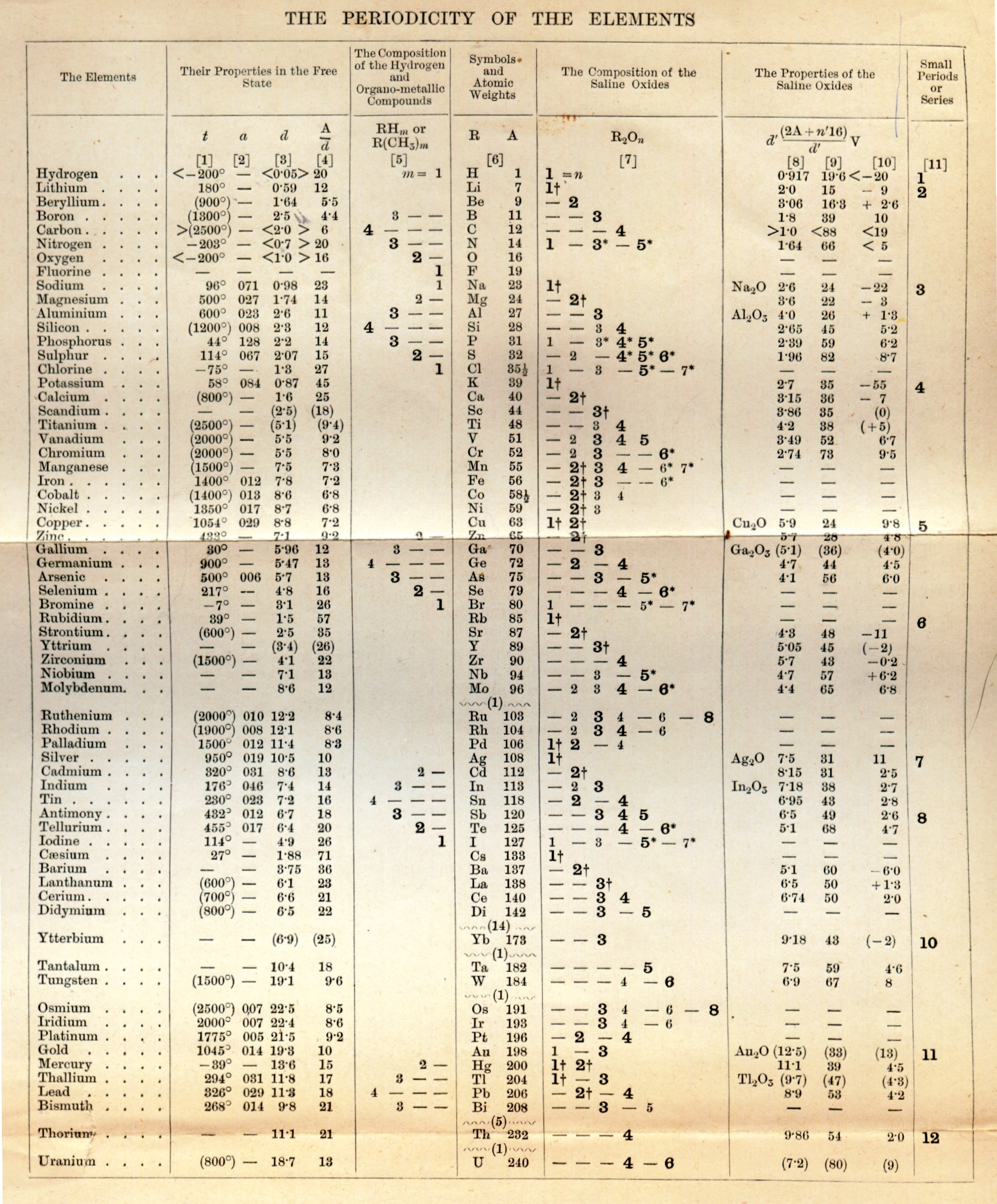
Uma versão da tabela periódica de Mendeleiev, da primeira edição inglesa do seu livro de texto (1891, baseada na 5ª edição russa).

Em 1860, pouco antes de voltar à Rússia, participou do 1º Congresso Internacional de Química da Alemanha, em Karlsruhe, no qual ficou decidido, por influência do químico italiano, Stanislao Cannizzaro, que o padrão de abordagem dos elementos químicos seria o peso atômico.
Casou-se pela primeira vez em 1862, com Feozva Nikítichna Lescheva, com a qual teve três filhos, que desses, um faleceu. Por causa da relação conturbada, eles se separaram em 1871. Casou pela segunda vez em 1882 com Ana Ivánovna Popova, com a qual tiveram quatro filhos. Teve de enfrentar a oposição da família de Ana, pois esta era 26 anos mais jovem e também pelo fato de que Feozva negava-se a dar-lhe o divórcio.
Em 1869, enquanto escrevia seu livro de química inorgânica, Mendeleiev organizou os elementos na forma da tabela periódica atual. Ele criou uma carta para cada um dos 63 elementos conhecidos. Cada carta continha o símbolo do elemento, a massa atômica e as suas propriedades químicas e físicas. Colocando as cartas numa mesa, organizou-as em ordem crescente de massas atômicas, agrupando-as em elementos de propriedades semelhantes. Tinha então acabado de formar a tabela periódica.
Esta tabela de Mendeleiev tinha algumas vantagens sobre outras tabelas ou teorias antes apresentadas, mostrando analogias numa rede de relações vertical, horizontal e diagonal. A classificação de Mendeleiev deixava ainda espaços vazios, prevendo a descoberta de três novos elementos. Nesses casos, as previsões de Mendeleev provaram ser espetacularmente precisas e isso aumentou enormemente sua reputação. Não se deve esquecer, porém, que Mendeleev fez cerca de 20 previsões ao todo e, além dessas três que ele acertou, o restante acabaram por suposições fortuitas ou completamente equivocadas.
A tabela de Mendeleiev serviu de base para a elaboração da atual tabela periódica, que além de catalogar 118 elementos conhecidos, fornece inúmeras informações sobre o comportamento de cada um.
Mendeleiev ordenou os 60 elementos químicos conhecidos de sua época na ordem crescente de peso atômico de tal forma que, em uma mesma vertical, ficavam os elementos com propriedades químicas semelhantes, constituindo os grupos verticais, ou as chamadas famílias químicas. O trabalho de Mendeleiev foi um trabalho audacioso e um exemplo extraordinário de intuição científica. De todos os trabalhos apresentados que tiveram influência na tabela periódica o de Mendeleiev teve a maior perspicácia.
Ele foi um cientista que defendeu a origem inorgânica do petróleo.
| “ | O fato capital para se notar é que o petróleo nasceu nas profundezas da Terra, e é somente lá onde devemos procurar sua origem. | ” |

Viajou por toda a Europa visitando vários cientistas. Em 1902 foi a Paris e esteve no laboratório do casal Pierre e Marie Curie.
Faleceu, vitimado por uma gripe em 1907, já praticamente sem sua visão. Foi sepultado no Cemitério de Volkovo, em São Petersburgo, na Rússia.

## Homenagem
Em 1955, o elemento atômico n.º 101 da tabela periódica recebeu o nome Mendelévio (Md), em sua homenagem.

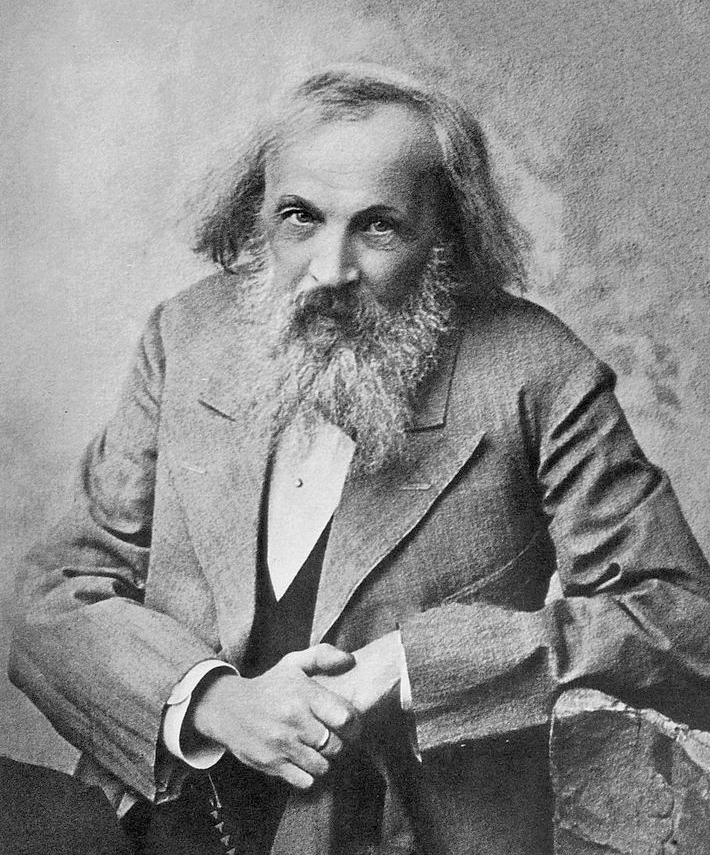
Retrato de autoria desconhecida.
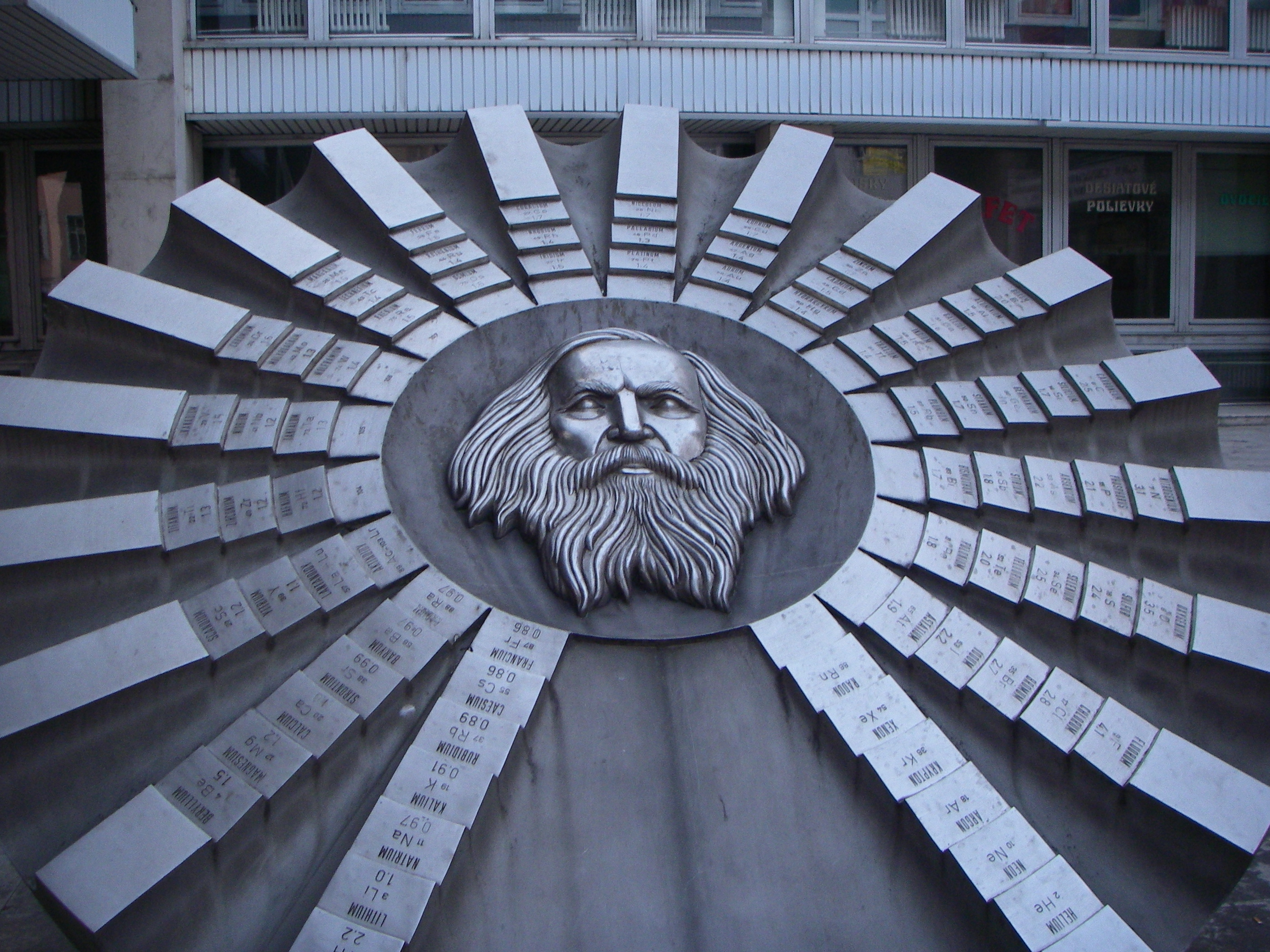
Monumento à tabela periódica na Universidade de Química e Tecnologia de Alimentos em Bratislava na Eslováquia.
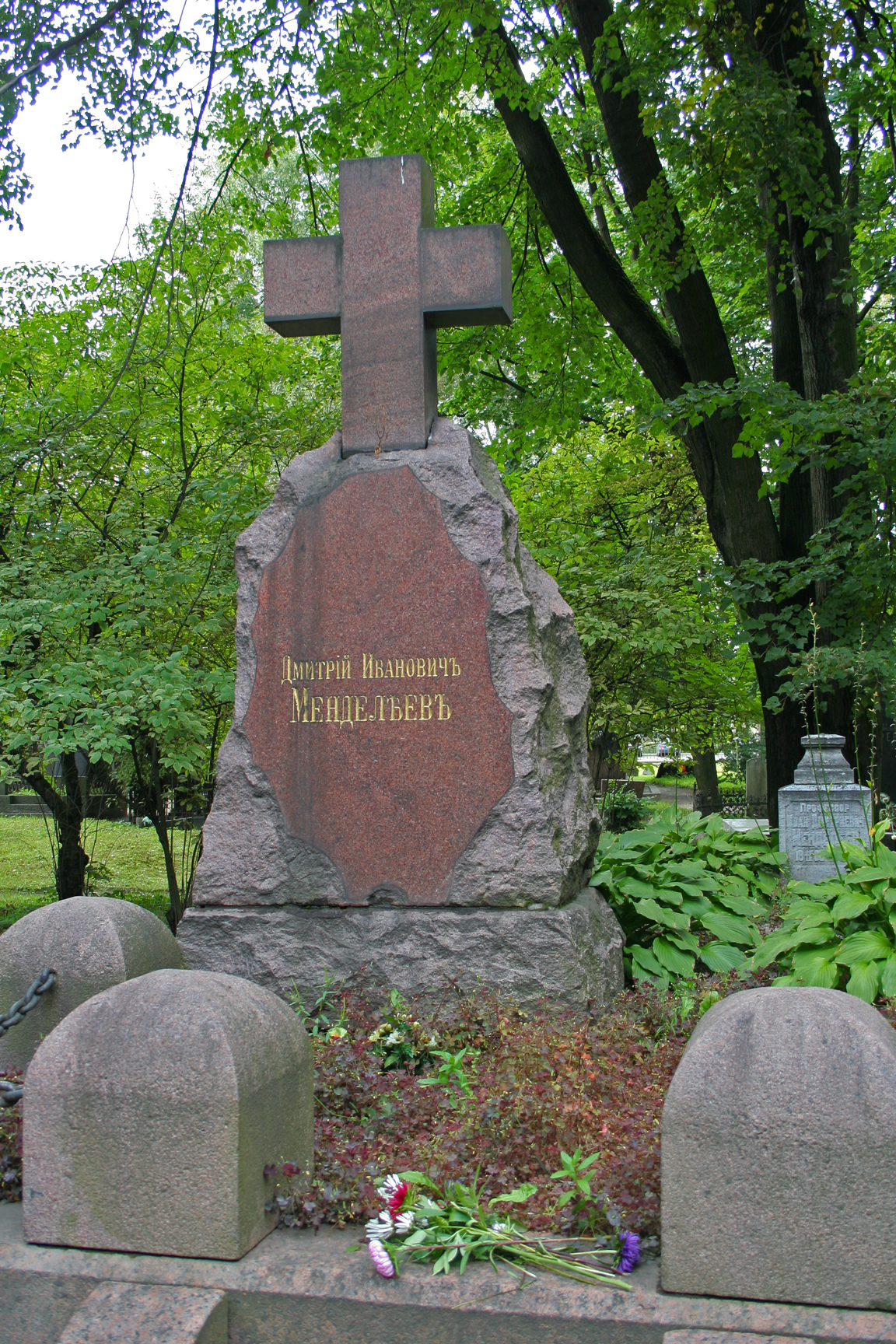
Sepultura no Cemitério de Volkovo
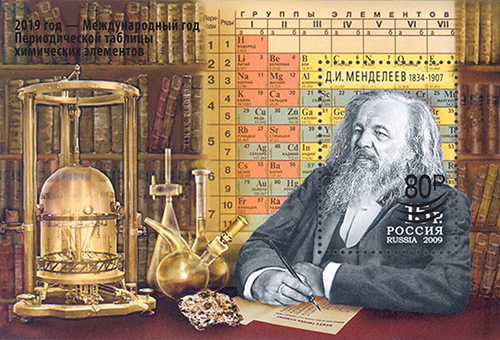
Bloco postal russo de 2019 em comemoração aos 175 anos de Dmitri Mendeleiev

## Publicações
- Менделеев Д. И. Периодический закон (DjVu). Т. 1. // Собрание сочинений в 3 томах — М.: Издательство Академии наук СССР — via Runivers
- Менделеев Д. И. Растворы (DjVu). Т. 2. (DjVu)]. Т. 2. // Собрание сочинений в 3 томах — М.: Издательство Академии наук СССР — via Runivers
- Менделеев Д. И. Периодический закон. Дополнительные материалы (DjVu). Т. 3. // Собрание сочинений в 3 томах — М.: Издательство Академии наук СССР — via Runivers
- Менделеев Д. И. Ещё о расширении жидкостей (Ответ профессору Авенариусу). — СПб.: Тип. В. Демакова, 1884. — 18 с.
- Менделеев Д. И. Об опытах над упругостью газов[ligação inativa]. Сообщение Д. И. Менделеева в Императорском Русском техническом обществе — 21 янв. 1881 г. — СПб., 1881. — 22 с.
- Менделеев, Д. (1906).  Савинкин, А.Е., ed. К познанию России (PDF). Col: Российский военный сборник (em russo). 7. Москва: ГА ВС. pp. 174–231
- Менделеев Д. И. Дополнения к познанию России. Посмертное издание. СПб.: А. С. Суворин, 1907. — 109 с. + I л. портрет.
- Менделеев Д. И. Изоморфизм в связи с другими отношениями кристаллической формы к составу. Диссертация, представленная при окончании курса в Главном педагогическом институте студентом Д. Менделеевым. — СПб., 1856. — 234 с.
- Менделеев Д. И. О сопротивлении жидкостей и о воздухоплавании: Вып. 1. — СПб.: Тип. В. Демакова, 1880. — 80 с.: табл.
- Менделеев Д. И. Заветные мысли (1905)
- Менделеев Д. И. Попытка химического понимания мирового эфира (1902)
- 54 artigos para o Dicionário Enciclopédico Brockhaus e Efron